# Secesión económica
La secesión económica es un término que John T. Kennedy introdujo para referirse a una técnica activista anarquista libertaria. Kennedy, y otros, sugieren que las personas que se oponen al Estado se abstengan, en la mayor medida de sus posibilidades, del sistema económico del Estado a través de una economía de mercado paralela; por ejemplo mediante la sustitución de la utilización de dinero del gobierno por el trueque o productos (como el oro) o alguna moneda autónoma como forma de dinero de libre asociación, suministrando bienes y servicios sin el sometimiento a los reglamentos gubernamentales y la concesión de licencias, evadiendo las patentes, evitando los impuestos y manteniendo los activos alejados de los rastreos de cuentas, etc. Creando así una red de economía autónoma a partir de pactos voluntarios entre entes privados ajenos al ordenamiento público, sin esperar el fin del régimen estatista-oligárquico para realizar sus proyectos. El economista Gene Callahan tiene objeciones a la secesión económica como estrategia conveniente para el movimiento libertario.
Samuel Konkin utiliza el término "contraeconomía" para referirse a un concepto similar, escribiendo que "La contraeconomía es la suma de toda acción humana prohibida por el Estado, en su totalidad o en parte.", afirma que sin el factor Estado la contraeconomía "es simplemente la economía".

## La versión de Wendell Berry
Wendell Berry también promueve algo que él llama "la secesión económica" pero distinto al contexto ideológico de John T. Kennedy, en su ensayo Conservación local y economía de 1991: 

Si nos tomamos en serio la reducción del gobierno y de las cargas del gobierno, entonces tenemos que hacerlo mediante la devolución de la libre determinación económica del pueblo. Debemos hacerlo mediante la promoción de la democracia económica. Por ejemplo, en la medida de lo posible los alimentos que se consumen a nivel local debería ser de producción local en pequeñas explotaciones, y luego transformados en pequeñas y no contaminantes plantas que son de propiedad local. Tenemos que hacer todo lo posible para proporcionar a los ciudadanos comunes la oportunidad de poseer un pequeño porcentaje utilizable del país. […] Reconozco que defender esas reformas es promover una especie de secesión, no es una secesión de la violencia armada, sino una tranquila secesión en la que las personas encuentran los medios prácticos y la fuerza de espíritu para apartarse de una economía que se aprovecha de ellos y destruye su hogar.